# GMC Sierra EV
GMC Sierra EV - електричний пікап вищого класу, що випускається під американським брендом GMC з 2024 року.
Початок виробництва Chevrolet Silverado EV та GMC Sierra EV на заводі буде відкладено до кінця 2025 року,

## Опис

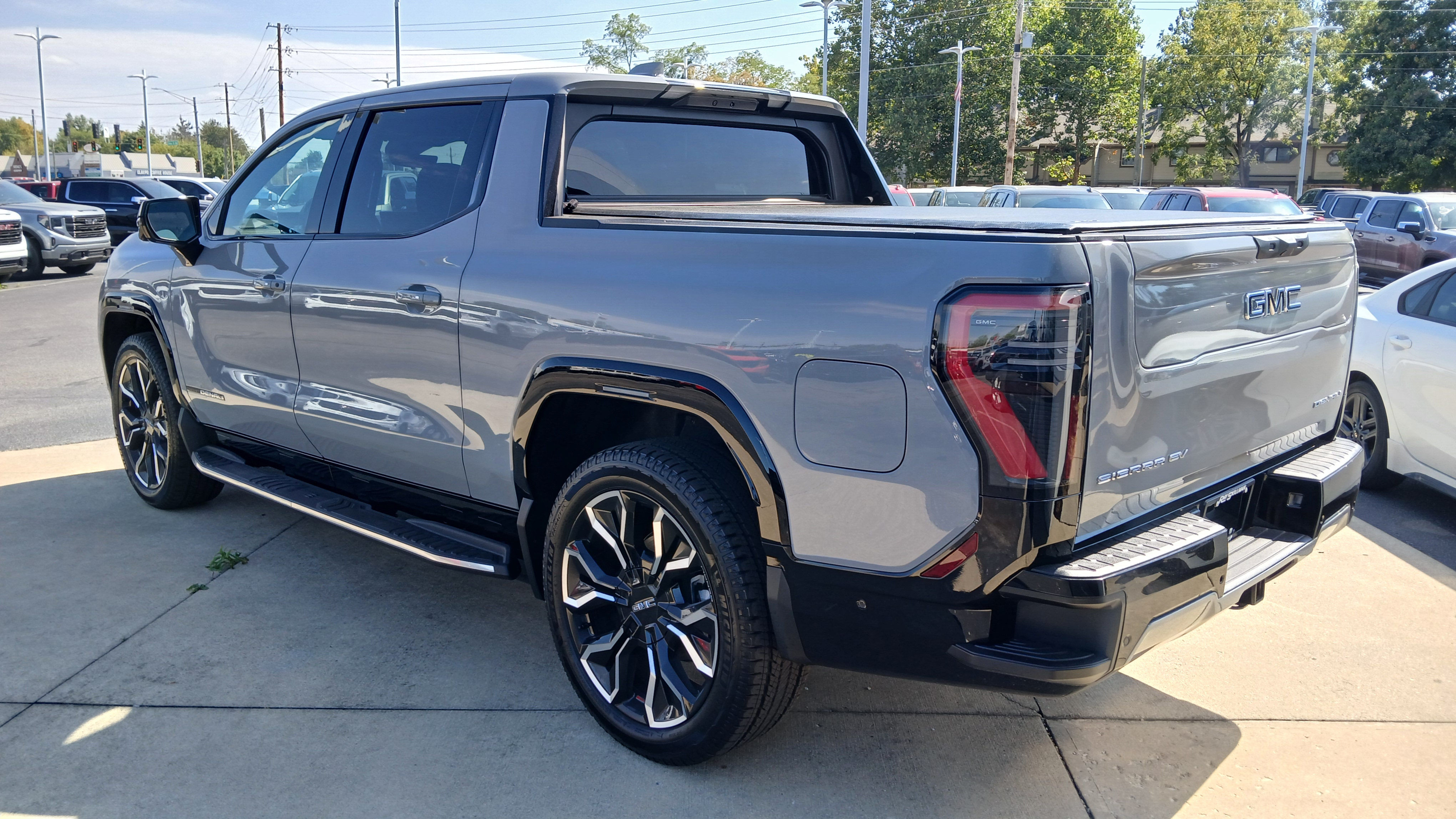

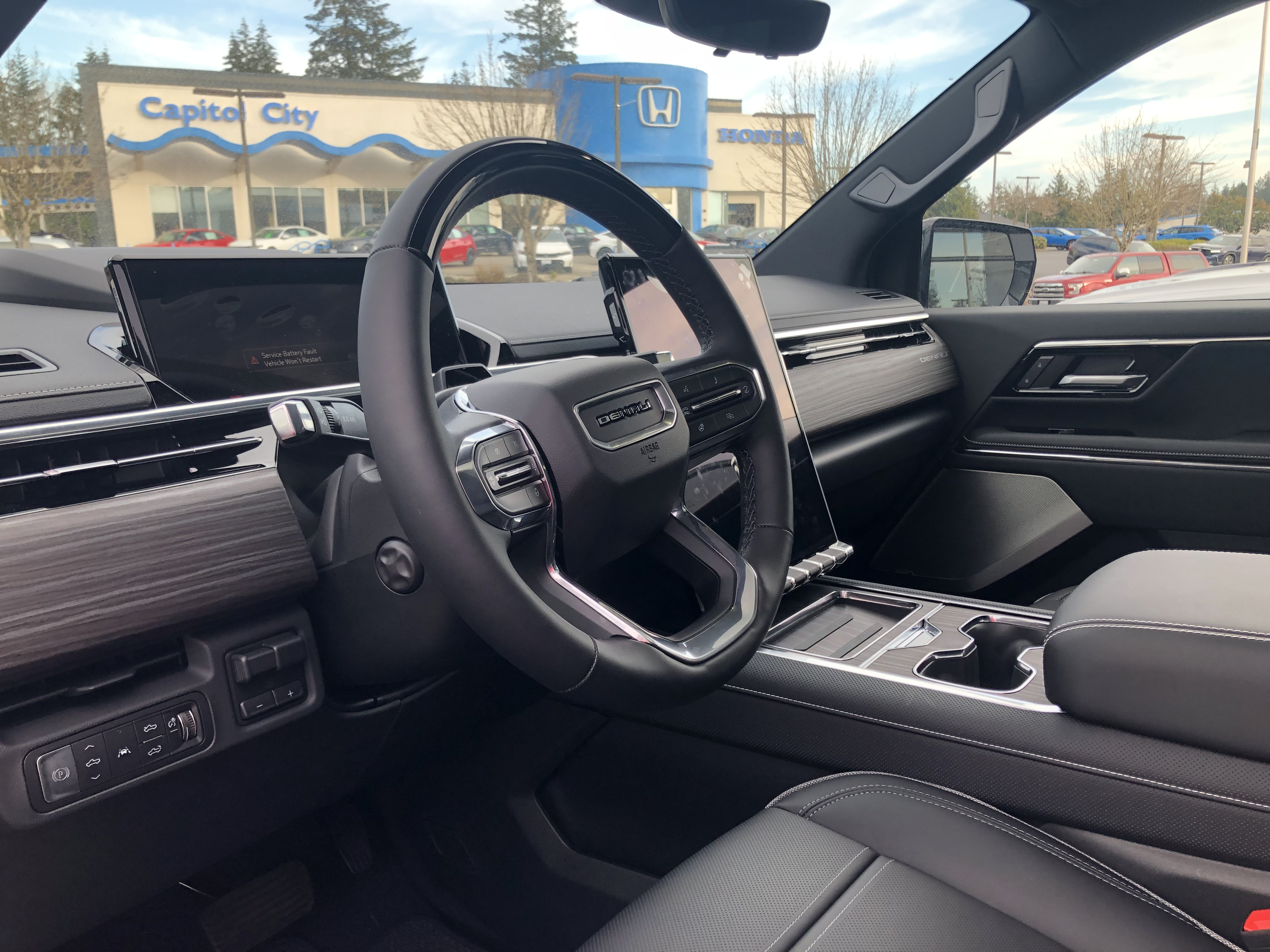

Наслідуючи приклад свого брата Chevrolet, у жовтні 2022 року GMC також оголосила про розширення асортименту пікапів електричним еквівалентом моделі Sierra, що не має нічого спільного з цим, окрім назви. GMC Sierra EV був задуманий як близнюк Chevrolet Silverado EV, заснований на модульній платформі електромобіля General Motors Ultium, пропонуючи більш доступну та більш звичайну альтернативу іншому електричному пікапу в асортименті, стилю життя та меншому Hummer EV.
Стилістично Sierra EV має масивний, пишний силует із фірмовими світлодіодними фарами GMC. Місцем, де традиційно розташовується решітка радіатора, була використана велика пластикова панель з логотипом виробника, яка, відкриваючись разом з капотом, забезпечує доступ до переднього багажника, так званого багажника. фрунк. Просторий транспортний простір можна збільшити за рахунок заднього ряду сидінь, за яким відкриваються вікно і стінка.
У порівнянні з Chevrolet-близнюком, Sierra EV отримав більш мінімалістичну та цифрову панель приладів із використанням матеріалів, ближчих до преміум-класу для обробки. Він був прикрашений двома дисплеями: менший, перед водієм, має діагональ 11 дюймів, тоді як значно більший, вертикальний екран у центрі приладової панелі має діагональ 16,8 дюйма з широкою функціональністю та доступом до Інтернету.

## Двигуни
- 2 електродвигуни 760 к.с. 1000 Нм, батарея 205 kWh, максимальний запас ходу до 643 км